# Голвил
Голвил (фр. Golleville) насеље је и општина у северној Француској у региону Доња Нормандија, у департману Манш која припада префектури Шербур-Октевил.
По подацима из 2011. године у општини је живело 176 становника, а густина насељености је износила 27,24 становника/km². Општина се простире на површини од 6,46 km². Налази се на средњој надморској висини од 32 метара.

## Демографија
| 1962. | 1968. | 1975. | 1982. | 1990. | 1999. | 2011. |
| ----- | ----- | ----- | ----- | ----- | ----- | ----- |
| 173   | 203   | 192   | 172   | 170   | 168   | 176   |

График промене броја становника у току последњих година